# 皮德蓋
50°40′18″N 25°36′58″E / 50.67167°N 25.61611°E
皮德蓋（烏克蘭語：Підгай），是烏克蘭西北部的村莊，隸屬里夫內州的杜布諾區。該村始建於1871年，面積4.1平方公里，海拔高度236米，2001年人口27，人口密度每平方公里6.59人。